# Branislava Sušnik
Branislava Susnik (Medvode, 28 de marzo de 1920–Asunción, 28 de abril de 1996) fue una antropóloga eslovena-paraguaya.

## Primeros años y educación
Branislava Sušnik nació el 28 de marzo de 1920 en Medvode, Reino de Yugoslavia, en la actualidad Eslovenia, hija del abogado Jože Sušnik y Karolina Prijatelj. Realizó sus estudios primarios y secundarios en Liubliana, e ingresó en 1937 a la Universidad de Liubliana, donde estudió Prehistoria e Historia en la Facultad de Artes. En 1942, Sušnik terminó sus estudios doctorales en Etnohistoria y en Lenguas uralo-altaicas, junto con el antropólogo alemán Wilhelm Schmidt en Viena y comenzó a estudiar culturas y lenguas de Asia menor en el Pontificio Instituto Bíblico en Roma. Además de sus estudios en historia y antropología, estudió etnología, prehistoria, lenguas históricas y escrituras.
Luego de completar sus estudios en Roma, Sušnik regresó a Liubliana. Su padre Jože Sušnik fue asesinado al comienzo de la Segunda Guerra Mundial y cuando intentó escapar a Italia, fue capturada y encarcelada en la prisión de Ajdovščina. A fines de 1945, Sušnik abandonó el país, con destino a un campo de refugiados en Lienz, en la Carintia austriaca, de donde, gracias a la intervención de los jesuitas, logró marcharse a Roma.

## Trabajo
En 1947, Sušnik emigró hacia Argentina, teniendo que aprender castellano durante el viaje en barco de un mes. En este país comenzó sus trabajos de campo en la misión toba de Laishi, en la provincia de Formosa, lo que le permitió realizar su primer trabajo en el continente americano.
El 1 de marzo de 1951, Sušnik, gracias a una invitación del director del Museo Etnográfico, Andrés Barbero, partió hacia Asunción, capital del Paraguay. Luego de la muerte de éste en 1952, tomó la dirección del museo manteniéndose en ese puesto hasta su fallecimiento en 1996. Sušnik reorganizó el museo y amplió su colección, convirtiéndola en una de las bibliotecas más importantes sobre pueblos nativos en Iberoamérica.

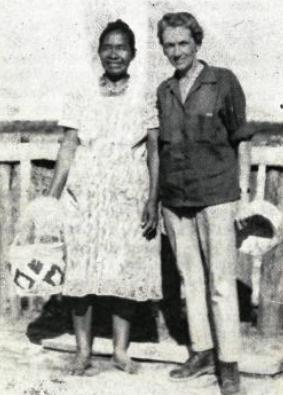
Branislava Sušnik en Paraguay.

Durante veinte años, Sušnik estuvo al frente del Departamento de Arqueología Americana y Etnología de la Universidad Nacional de Asunción. En el transcurso de su carrera científica, Sušnik escribió setenta y siete trabajos, entre libros, ensayos y artículos. Entre sus publicaciones más conocidas se encuentran  “Los aborígenes en Paraguay”, “El rol de los indígenas en la formación y la vivencia del Paraguay”, “El indio colonial del Paraguay”, “Apuntes de Etnografía Paraguaya”, entre otros.
En 1992, Sušnik recibió la más alta condecoración del Paraguay por su trabajo científico, el Premio Nacional en Ciencias, otorgada por el Congreso de ese país. Asimismo, de manera póstuma, se le dio el título de Gran Oficial de la Orden Nacional al Mérito del Paraguay por su contribución a la formación de la cultura paraguaya.
Branislava Sušnik murió el 28 de abril de 1996 en Asunción.
En 2005, el Correo paraguayo emitió una estampilla con su retrato. En 2009, una calle de Asunción fue nombrado en su memoria. En 2020, el Ministerio de Asuntos Exteriores de Eslovenia homenajeó a Sušnik con la organización de eventos especiales en algunas dependencias diplomáticas y consulares, en ocasión del centenario de su nacimiento.

## Publicaciones seleccionadas
- 1965 - El indio colonial del Paraguay[12]
- 1968 - Chiriguanos[13]
- 1969 - Chamacocos[14]
- 1975 - Dispersión Tupí-Guarani prehistórica: ensayo analítico
- 1977 - Lengua-maskoy, su hablar, su pensar, su vivencia[15]
- 1978 - Los aborígenes del Paraguay[16]
- 1986 - Artesanía indígena: ensayo analítico[17]
- 1990 - Una visión socio-antropológica del Paraguay del siglo XVIII[18]
- 1990 - Guerra, tránsito, subsistencia: ámbito americano[19]
- 1995 - Los indios del Paraguay[20]